# Pierre Nord Alexis
Pierre Nord Alexis, connu également sous le nom de Nord Alexis, né le 2 août 1820 à Cap-Henri et mort le 1er mai 1910 à Kingston en Jamaïque, est un prince, un homme d'État et militaire haïtien, qui est président à vie d’Haïti, du 21 décembre 1902 au 2 décembre 1908, date de sa déposition à la suite du coup d’État du général François-Antoine Simon.
Petit-fils du roi Henri Ier d'Haïti, Alexis accède au pouvoir en 1902, à l'âge de 82 ans, en menant les troupes lui étant restées fidèles à la Chambre des députés et les forçant à le déclaré chef de l’État. Désirant la naissance d’un nouvel empire haïtien, Alexis, reconnu par certains de ses partisans comme l’héritier de droit d'Haïti depuis sa naissance, met en place une réforme constitutionnelle afin de consolider davantage son pouvoir personnel. Autoritaire, il parvient à se maintenir à la tête de l’État les six années suivantes, bien que son régime ne cesse de faire face à des rébellions, et que son gouvernement soit fréquemment accusé de corruption et de dérive totalitaire. En dépit des difficultés budgétaires, il refuse de recourir à des emprunts qui pourraient porter atteinte à l’indépendance nationale. Il choisit en conséquence d’user de la planche à billet, avec des résultats économiques mitigés.
Octogénaire, Alexis avait deux priorités : le culte des aïeux et le souci de l’Indépendance nationale. C'est dans ce contexte qu'il tient a célébrer avec le plus d’éclat possible, en 1904, le centenaire l'indépendance d'Haïti. Sous son règne, il autorise également le retour de toute l'ancienne noblesse et favorise la bourgeoisie et les patrons industriels. Nostalgique de l'ancienne monarchie, son régime s'inspire de l'ancien royaume de son grand-père ainsi que de l'époque impériale.
Cette dernière extravagance provoque une levée en armes dans tout le pays et déclenche la révolution de 1908, qui aboutit à la chute du régime et à la fin du règne d'Alexis. Le dictateur déchu meurt en exil deux ans plus-tard.

## Naissance et famille

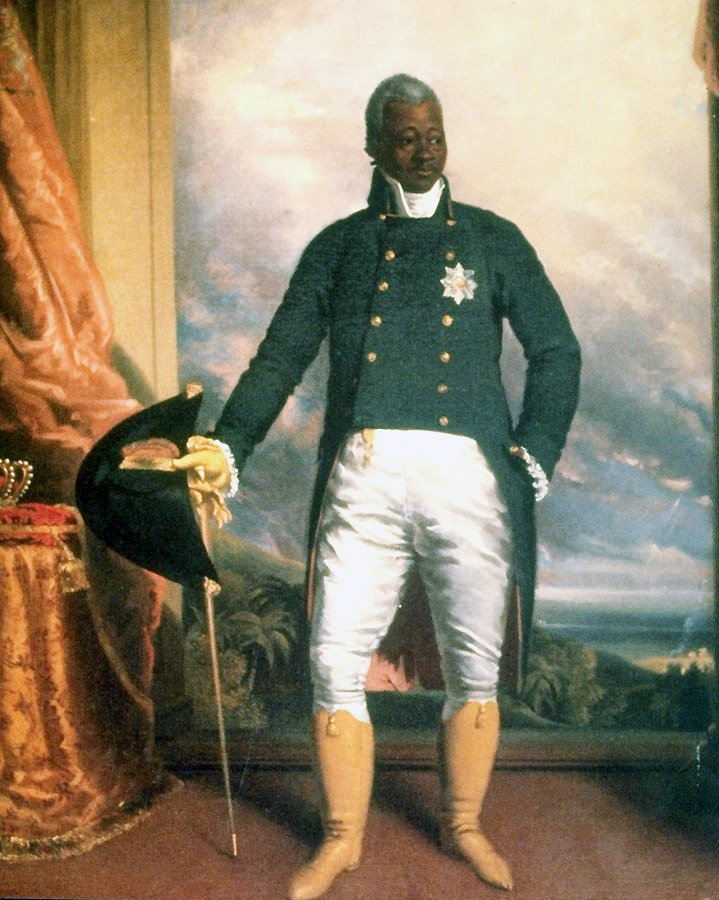
Henri Ier d'Haïti, grand-père de Alexis.

Pierre-Henri naquit le 2 août 1820 à Cap-Henri, dans le Nord du pays, quelques semaines avant l'abolition de la monarchie. Fils du lieutenant-général et duc de Morin, Jean-Jacques Alexis, et de la princesse Blésine Christophe, elle-même fille du roi Henri Ier d'Haïti, Alexis est fait prince dès sa naissance, par décret royal de son grand-père.
Baptisé le jour de sa naissance, il obtient comme deuxième prénom « Henri », en hommage à son grand-père.
Henri Christophe, élu président aux pouvoirs limités, tenta de s’imposer sur la totalité du territoire en 1806 après la mort de l'empereur Jacques Ier, mais il se heurta au général républicain Alexandre Pétion, qui défendit la capitale Port-au-Prince. Christophe regagna le Cap-Haïtien, au nord, où il s’instaura président à vie, sur le modèle d'une monarchie élective, puis roi en 1811. Au sud, le sénat élit Pétion comme président de la République.
Christophe établit une noblesse et fait construire plusieurs palais, comme celui de Sans-Souci, ainsi que la citadelle Laferrière non loin de sa capitale, Cap-Haïtien (tous deux aujourd’hui classés patrimoine mondial de l’humanité par l’UNESCO). Il reprit également le système de la plantation en distribuant les terres à ses proches et en instaurant un « caporalisme agraire » pour forcer les paysans à y travailler. Il dut mater une mutinerie en 1812. Frappé d’une crise d’apoplexie le 15 août 1820, quelques jours après la naissance de son petit-fils, il en reste partiellement paralysé.
Deux mois après la naissance d’Alexis, la révolution nordiste éclate. Son grand-père, atteint par la maladie, se suicide en se tirant une balle en argent dans le cœur le 8 octobre 1820. Son fils aîné légitime, le prince royal Victor-Henry lui succède alors immédiatement sous le nom d'Henri II. Ce dernier meurt assassiné par les révolutionnaires le 18 octobre, après seulement une semaine de règne. La monarchie nordiste est abolie et le pays passe sous le contrôle d'un nouveau monarque constitutionnel en la personne du général Jean-Pierre Boyer.

## Premières années et exil
Après 1820, la famille royale se réfugie en Europe, en particulier en Italie, avant de s’installer à la frontière espagnole de Saint-Domingue (actuelle République dominicaine). Unique descendant mâle du roi Henri, Alexis est considérer comme l'héritier de la monarchie. Après plusieurs années d'exil, il finit par revenir dans son pays après la chute du dictateur Boyer et entre dans l’armée dans les années 1840, sous le règne de son grand-père paternel, le vieux généralissime Philippe Guerrier, puis de son grand-oncle et beau-père, le prince Jean-Louis Pierrot.
Vers la fin des années 1840, de nombreux  christophistes reviennent au pays et gravissent très vite le sommet de l'État comme le comte de la Grande Rivière, Jean-Baptiste Riché, oncle d’Alexis, qui se détourne de l’ex-famille royale et accède à son tour au pouvoir en 1846. Les mois suivants, Alexis poursuit une carrière tumultueuse. Pressenti pour accéder à la tête de l’État après la mort de son oncle en 1847, il est rapidement écarter par les partisans du général Faustin Soulouque, qui prend les pleins pouvoirs et instaure le Second Empire en 1849. Alexis, entant qu'héritier de la royauté, s'exile de nouveau en République dominicaine, avant de revenir à Port-au-Prince, à la demande de l'empereur Faustin Ier qui redonne ses terres et ses titres à l'ancienne noblesse et qui rend à Alexis son rang de prince, ainsi que les différents titres qu'il a hérités de sa famille comme celui de duc de l’Avancé, de comte de Mirebalais, de comte de la Grande-Rivière ou encore de duc de Port-Margot, qu’il transmet à ses fils dès les années 1850, ne gardant que celui de duc de Morin. En redonnant ses charges à Alexis, Soulouque pense ainsi mettre définitivement fin aux prétentions du jeune héritier christophiste. Mais après la révolution de 1859 et la chute de l’Empire, Alexis est de nouveau mis à l’écart par un autre de ses cousins, le duc de Tabarre, Fabre Geffrard, qui s’empare du pouvoir et qui, pour éviter les prétentions d’Alexis, le contraint à quitter le pays pour se réfugier de nouveau en République dominicaine. Dans les années suivantes, Alexis refuse de s'incliner devant les descendants déchus de Soulouque, comme le prince Mainville-Joseph ou encore le général Sylvain Salnave.

## Retour d'exil et ascension
De retour en Haïti en 1874, Alexis se rallie au gouvernement républicain et soutient ouvertement la présidence du libéral Pierre Théoma Boisrond-Canal.
En plus des fonctions politiques et militaires qu'il exerçait, Nord-Alexis est un grand propriétaire terrien ainsi qu’un riche homme d'affaires qui, au sommet de sa prospérité, s’est fait construire au Cap une résidence dont l'architecture s'inspire des hôtels particuliers les plus cossus de la région parisienne. Alexis est ainsi à la tête d'un capital énorme, d'un héritage qu'il s’est employé toute sa vie à faire fructifier, et dans sa conception des affaires politiques, les détournements de fonds publics, les gains illicites et le vol représentaient le plus grand crime contre la nation. Il n'est donc pas étonnant que c'est la lutte contre la corruption qui marquera le plus son règne. Après la découverte de plusieurs irrégularités dans les effets comptables du ministère des Finances par le commissaire Thimoclès Lafontant et les révélations produites par Alexandre Lillavois dans une série d'articles parue dans Le Nouvelliste, le gouvernement engagea immédiatement les procédures administratives afin d'établir les bilans vérifiés de la gestion économique de Tirésias Simon Sam, et ordonna une enquête sur les agissements douteux des hauts fonctionnaires lors de la consolidation de la dette flottante de 1897.

## Coup d'État
Sous le règne de Lysius Salomon, ancien soulouquiste, Alexis se voit plusieurs fois emprisonné. En 1890, le nouvel homme fort du pays, Florvil Hyppolite, petit-fils de l'empereur Dessalines, lui octroie un poste militaire important dans le nord. Très vite, il constitue autour de lui un parti d'opposition rassemblant des conservateurs, des royalistes ainsi que d’anciens soulouquistes. Lorsque le successeur de Hyppolite, le général Tirésias Simon Sam, est contraint d'abandonner le pouvoir absolu sous la pression des républicains, Alexis prend la tête de l'Armée du Nord et rejoint Joseph Anténor Firmin, chef de file du camp républicain, dans sa marche sur Port-au-Prince et sa tentative de prise de pouvoir.
Alexis et Firmin renversent le gouvernement ce qui propulse l'ancien allié d'Alexis et ancien président, Boisrond-Canal, de retour d’exil vingt ans plus tôt, à la présidence. Canal tente de mettre fin aux tensions en désignant Alexis ministre de la Guerre et de la Marine, créant une séparation avec Firmin.
Alexis, toujours aussi ambitieux malgré les années, se détourne de Firmin et bat les troupes républicaines à Port-au-Prince. Il ne subsiste que deux places fortes, Saint-Marc et Les Gonaïves, opposées au vieux prince. Alexis profite de la situation en négociant avec les États-Unis et en se déclarant défenseur des intérêts américains dans les Caraïbes. Les États-Unis répondent en imposant un blocus naval sur les deux places fortes toujours fidèles au républicain Firmin, traçant ainsi la route de l’accès au pouvoir pour Alexis.
Firmin et le camp républicain sont vaincus, Alexis pousse le président Canal à la démission tout en le mettant aux arrêts, prend la tête des armées et marche sur la Chambre des députés.

## Règne

### Prise du pouvoir et consolidation

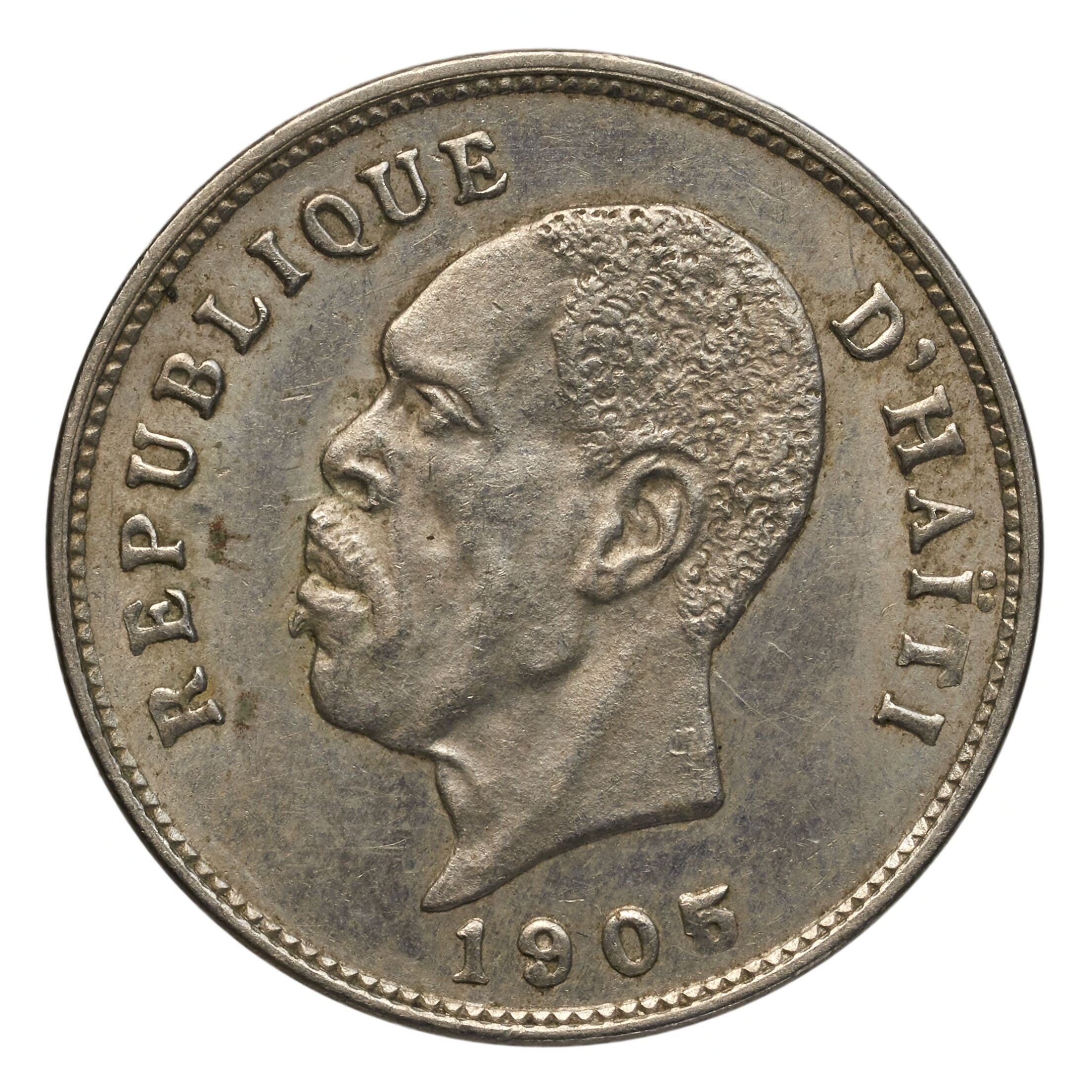
Pièce de monnaie portant l’effigie du général Nord Alexis.

Alexis accède au pouvoir suprême le 17 décembre 1902 et se fait proclamer président à vie, restaurant ainsi l’ancienne constitution, le 21 décembre suivant. Il parvient à s'y maintenir pendant les six années suivantes, bien que son régime ne cesse de faire face à des rébellions républicaines et à des remises en cause. Il refuse de faire des emprunts, ce qui fut saluer comme une décision lucide puisqu'en 1916, la République dominicaine voisine est envahie par les États-Unis pour des raisons financières.
Le nouveau chef de l’État met en place une politique de répressions violentes contre les républicains. Ses mesures répressives empêchent l'opposition de s'exprimer. Le régime favorise les familles bourgeoises et encourage les grandes industries à investir plus. Pour cela, il renforce la main d'oeuvre ouvrière par des lois travail qui oblige une grande partie des paysans à travailler dans le domaine de l'industrie. Le travail forcé renforce la haine du peuple contre le gouvernement et les interventions armées sont de plus en plus nombreuses. Malgré plusieurs turbulences, l'autorité d'Alexis reste intacte jusqu'en 1907 où il échappe à une tentative d'assassinat. À la suite de cet événement, les assassins sont pendus et les commanditaires fusillés.
Son gouvernement, très conservateur, est composé de membres et de descendants des anciennes noblesses de l'Empire ainsi que de fervents royalistes. Se met ainsi en place un système de priviléges. Les plus hauts postes de l'Armée sont confiés à des partisans du régime, noble ou bourgeois. Les élections sont interrompus et les sénateurs et députés sont nommés par le gouvernement sur une liste avec les noms de plusieurs personnalités. Malgré cette inégalité, Alexis lutte farouchement contre la corruption.

### Lutte contre la corruption

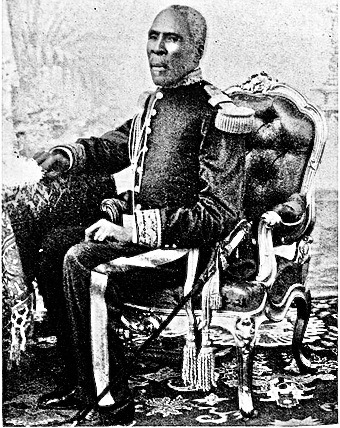
Photographie du président à vie et maréchal Nord Alexis.

Le ministre des Finances, le comte Edmond de Lespinasse, jugé trop timoré dans la conduite des affaires pour avoir reconnu devant les parlementaires ne pas entrevoir l'intérêt et l'urgence d'accuser les responsables fautifs de corruptions, fut immédiatement contraint par Alexis de remettre sa démission.
Les rapports du tribunal d'instruction criminelle et de la commission spéciale d'enquête arriveront bien assez tôt d'ailleurs pour confirmer l'émission massive de bons frauduleux et divulguer les pratiques de malversation de l'ex-dictateur Tirésias, de la haute administration de la Banque nationale d'Haïti, de certains anciens ministres, sénateurs, hauts fonctionnaires et aussi de plusieurs grands commerçants étrangers. Les révélations accablantes et scandaleuses de l'affaire des bons consolidés suscitèrent l'indignation de la presse d'opinion, et le procès auquel il donna lieu restera le plus sensationnel dans les annales judiciaires haïtiennes.
Le Procès de la consolidation souleva la curiosité et la colère du peuple de Port-au-Prince qui se rendit nombreux aux audiences des assises criminelles au point que la police et l'armée durent mobiliser d'énormes effectifs, prendre des mesures extraordinaires de sécurité afin d'assurer la protection des accusés. Immédiatement après l'arrestation des prévenus dans le courant du mois de juin 1903, les grandes puissances comme la France et l'Allemagne, envoyaient leurs bateaux de guerre dans le golfe de La Gonâve pour intimider le gouvernement haïtien et obtenir la libération de leurs ressortissants inculpés dans cette grossière affaire de fraude financière. Selon le Quai d'Orsay, les employés français de la Banque nationale ne relevaient aucunement des lois haïtiennes et, par conséquent, n'avaient pas à rendre compte de leurs actes malhonnêtes au gouvernement de Port-au-Prince. Malgré cela, Alexis garda sa rigueur intransigeante et alla jusqu'au bout de ce procès qu'il voulait pédagogique contre les dilapidateurs des deniers nationaux.
Le 25 décembre 1904 enfin, au terme de ce procès retentissant, le jury condamnait plusieurs anciens ministres et les directeurs français de la Banque nationale aux travaux forcés pour faux, usage de faux, vol et recel. Dans une lettre envoyée à son secrétaire d'État, le ministre plénipotentiaire américain Powell reconnaissait qu'«aucun reproche ne peut être fait au gouvernement quant à la conduite du procès, le procès était absolument équitable et impartial. » Une opinion largement partagée d'ailleurs par les journalistes étrangers, les représentants de la cour d'appel de Paris et par toutes les diplomates accrédités en Haïti.
Parmi les plus célèbres accusés se trouvaient le directeur de la Banque nationale d'Haïti, le citoyen français Joseph de la Myre-Mory ainsi que ses employés Georges Ohlrich, Rodolphe Tippenhauer, Poute de Puybaudet et Anton Jaegerhuber; les membres de la famille de l'ancien dictateur Tirésias Simon Sam, son épouse Constance Salomon (nièce de Lysius Salomon), leurs fils Lycurgue, Démosthène et Vilbrun, que l'opinion accusait, à tort ou à raison, d'avoir détourné 12 millions et demi de francs or, son frère François-Antoine Simon; et enfin les sénateurs et anciens hauts fonctionnaires Frédéric Bernardin, Gédéus Gédéon, Edmond Défly, Pourcely Faine, Admète Malebranche, Fénelon Laraque, Herard Roy (acquitté), Saint-Fort Colin, François Luxembourg-Cauvin, Cincinnatus Leconte et Tancrède Auguste. La classe politique haïtienne et les grands financiers étrangers ne pardonneront pas à Alexis la ténacité qu'il a démontré durant l'affaire de la consolidation.

## Chute et fin de vie

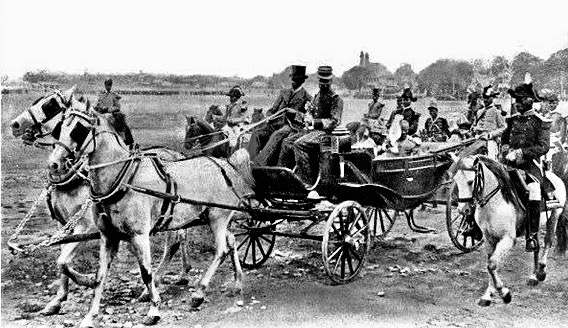
Promenade autour du commandement de Nord Alexis (1908).

En janvier 1908, Nord Alexis, alors âgé de 88 ans, commence l'écriture d'une réforme constitutionnelle afin d'officialiser la mise en place d'une succession héréditaire, et non plus élective.
Cette proposition de nouvelle constitution, impopulaire, a pour but de pérenniser le pouvoir et l'autorité d'Alexis et de sa famille sur Haïti. Cette annonce unifie les partisans de Firmin, qui lancent une nouvelle révolte républicaine contre le régime. Bien que la révolte soit écrasée, elle exacerbe les problèmes économiques du pays. Une famine qui se déclenche dans le sud la même année amène des émeutes de la faim violentes. Certains militaires se joignent aux populistes ce qui provoque la révolution de novembre, menée par le général François-Antoine Simon, demi-frère de Tirésias Simon Sam. Chassé du pouvoir le 2 décembre, Alexis s’exile en Jamaïque, où il meurt en 1910. Son régime prend alors définitivement fin.

## Descendance
Nord Alexis avait épousé le 17 janvier 1846, sa cousine germaine, la princesse Marie-Louise-Amélie-Célestina Pierrot (1826-1908), fille du prince Pierrot. Aux obsèques de son épouse, le 11 octobre 1908, deux mois avant sa chute, il déclara : « J’ai toujours eu pour devise : Dieu, ma patrie et ma femme ; ma femme n’est plus, mais Dieu et ma patrie restent, je ne faillirai point ». De ce mariage naquit sept enfants : 
- Jean-Henri Nord Alexis (1848-1905)[16], duc de l’Avancé et comte de Mirebalais, général de division, il épouse la princesse Célita Soulouque, fille de l’empereur de Faustin et reine de l’île de La Gonâve, en 1869 avec laquelle il a un fils : Pierre-Henri Faustin Nord Alexis (1872-1910), pressenti pour succéder à son grand-père ;
- Louis-Jean Nord Alexis (1850-1891)[17], duc de Valière, officier, il reste célibataire et meurt sans descendance à l’âge de 41 ans ;
- Jacques-Étienne Nord Alexis (1852-1909)[18], comte de la Grande-Rivière, général de division, il épouse Marie-Louise Salnave, fille de l’ancien dictateur Sylvain Salnave, en 1875 avec laquelle il a six filles ;
- Pierre-Louis Nord Alexis (1855-1857)[19], duc de Port-Margot, il meurt à l’âge de deux ans ;
- Marie-Cécile Nord Alexis (1856-1907)[20], elle entre au couvent et devient religieuse sous le nom de « sœur Alexis » ;
- Marie-Louise Nord Alexis (1858-1933)[21], elle épouse le « baron » Lamy, Florestal Duvalier, avec lequel elle a trois enfants dont deux fils et une fille. Elle est également la grand-mère paternelle du dictateur François Duvalier[22], au pouvoir entre 1957 et 1971 ;
- Jean-Philippe Nord Alexis (1860-1906)[23], duc de Fort-Royal, lieutenant, il épouse en 1886, sa cousine, Françoise-Marie Élisabeth Lévêque, nièce de l’impératrice Adélina et arrière-petite-fille de l’empereur Dessalines, avec laquelle il a un fils : Louis-Henri Nord Alexis (1888-1910)[24].